# Finanzkontrolle
Unter Finanzkontrolle versteht man das Verwaltungshandeln der Rechnungshöfe und der verwandten Ämter. Ziel der Finanzkontrolle ist, die öffentlichen Haushalte auf Richtigkeit, Ordnungsmäßigkeit und Wirtschaftlichkeit zu prüfen und etwaige Mängel in der Haushalts- oder Wirtschaftsführung aufzudecken. Da es sich hierbei um eine hoheitliche Tätigkeit handelt, wird diese Pflichtaufgabe in der Regel mit Beamten ausgeführt.
Es kann unterschieden werden
- Finanzkontrolle in der EU – Europäischer Rechnungshof
- Finanzkontrolle im Bund – Bundesrechnungshof
- Finanzkontrolle in den Ländern – Landesrechnungshöfe/Rechnungsprüfungsamt
- Finanzkontrolle bei den Gemeinden – Kommunaler Prüfungsverband, Kommunalaufsicht, Gemeindeprüfungsamt
- Finanzkontrolle bei den Kirchen
- Finanzkontrolle in Unternehmen – interne Revision

In den jeweiligen Haushaltsordnungen werden die Verwaltungseinheiten ermächtigt Prüfungen durchzuführen. Wichtigste Voraussetzungen für eine funktionierende Finanzkontrolle ist die Unabhängigkeit und Trennung der Finanzkontrolle von der Exekutivgewalt.
Ergebnis einer Finanzkontrolle sind zum Beispiel Prüfungsmitteilungen, beratende Äußerungen, Jahresberichte oder Denkschriften. Letztere sind eine Zusammenstellung der besonders bedeutsamen Prüfungsergebnisse eines Jahres und dienen zur Entlastung der Exekutive durch die Legislative. Im Gegensatz zur Prüfungsmitteilung, die nur die geprüfte Stelle erhält, werden Jahresberichte oder Denkschriften auch der Öffentlichkeit bekannt gegeben.
Der Preis für die Unabhängigkeit der Finanzkontrolle ist die fehlende Möglichkeit, den geprüften Stellen Weisungen oder Vorgaben für die Haushalts- und Wirtschaftsführung zu geben. Sie kann in der Regel nur Empfehlungen aussprechen, ohne deren Umsetzung durchsetzen zu können.
Uneinigkeit herrscht über die zukünftige Ausrichtung der Finanzkontrolle. Zum einen sind Bestrebungen zu erkennen, die ein sehr frühes Einbinden der Finanzkontrolle in Entscheidungsprozesse der Exekutive und Legislative belegen – was bedeutet, dass die Finanzkontrolle als Berater im Vorfeld tätig wird. Zum anderen gibt es die Vertreter der klassischen Rechnungsprüfung, die sich bewusst aus jeglicher politischen Institutionalisierung heraushalten, um im Gegenzug am Maximum der Unabhängigkeit festhalten zu können.